# Kalena Rios
Kalena Rios (Belém, Brasil, 12 de enero de 1983) es una modelo de glamour y ex-actriz pornográfica transexual brasileña. Comenzó su carrera en la industria del porno el año 2004. Durante sus años en la industria pornográfica, ha participado en más de 210 películas para adultos.
En 2015 se retiró de la industria erótica.

## Premios y nominaciones de la industria erótica
| Año  | Premio                        | Resultado |
| ---- | ----------------------------- | --------- |
| 2014 | Miss Universo Trans           | Ganadora  |
| 2012 | Tranny Awards                 | Nominada  |
| 2010 | Miss Trans Star Internacional | Nominada  |